# 서광주역
서광주역(Seogwangju station, 西光州驛)은 광주광역시 서구 매월동에 있는 경전선의 철도역이다. 1일 8회 무궁화호와 남도해양관광열차가 정차하며, 경전선 이설과 함께 신설된 역이다. 이설로 사라진 남광주역을 대신해서 만든 역이지만, 남광주역에 비해 도심 접근성이 현저하게 떨어지고 인근 주택지와의 접근성도 별로 좋지 않다. 그나마 몇몇 광주 시내버스 노선이 서광주역을 기종점으로 운행하고 있을 뿐이다. 게다가 관내에 광주송정역이나 광주역같은 큰 철도역이 있고, 보성·순천 방면으로는 버스가 도심 접근성이 더 탁월한 데다가 경전선이 단선인지라 다니는 여객열차 수도 적다. 그리하여 2면 4선의 큰 규모와는 달리 이 역의 수요는 그리 많지 않다.
서울방면으로는 용산 - 호남선 - 동송정 - 서광주 - 경전선 - 순천 무궁화호 여객열차가 1일 1회 운행했다. 해당 무궁화호는 광주송정역을 앞두고 경전선으로 진입해 서광주역으로 운행했지만, 2021년에 폐지되어 이 역에서 용산역으로 가는 여객열차는 모두 소멸했다.

## 역사
- 2000년 8월 10일 : 경전선 철도 이설과 함께 영업 개시[1]
- 2004년 3월 31일 : 열차 시각표 개정과 함께 통일호 폐지
- 2006년 10월 31일 : 열차 시각표 개정과 함께 통근열차 폐지

## 역 구조

### 승강장
2면 4선식 쌍섬식 승강장으로 운영되며, 이 역과 동송정역 구간이 고가로 되어 있기 때문에 역사 외부와 높이 차가 있어 대합실보다 높은 곳에 승강장이 위치해 있다.
| ↑ 광주송정 /↑ 장성 |
| ４３ \| ２１ \|    |
| 효천↓              |

| 1 | 경전선 상행                  | 사용하지 않음                                      |
| 2 | 경전선 상행                  | 부전 · 마산 · 진주 · 순천 · 효천 · 창원 방면       |
| 3 | 경전선 하행 · 호남선 상·하행 | 용산 · 수원 · 서대전 · 익산 · 목포 · 광주송정 방면 |
| 4 | 경전선 하행 · 호남선 상·하행 | 사용하지 않음                                      |

## 역 주변
- SK 서광주역 주유소
- 만호초등학교
- 금호2동 행정복지센터
- 광주중학교
- 금호지구 로렌시아
- 금호 동남양파크 아파트
- 제2순환도로

## 인접한 역
| 경전선         | 경전선                  | 경전선             |
| -------------- | ----------------------- | ------------------ |
| 효천 부전 방면 | 무궁화호 경전선         | 광주송정 목포 방면 |
| 효천 부산 방면 | 남도해양관광열차 경전선 | 광주송정 방면      |